# Mert Örnek
Mert Örnek (sinh 12 tháng 2 năm 1997 ở Aydın, Thổ Nhĩ Kỳ) là một cầu thủ bóng đá Thổ Nhĩ Kỳ thi đấu ở vị trí Tiền vệ cánh cho câu lạc bộ Thổ Nhĩ Kỳ Giresunspor.
Anh từng đại diện Liên đoàn bóng đá Thổ Nhĩ Kỳ cấp độ U-19 ra mắt trong trận thua 4-3 trước U-19 Bỉ.